# Mentalizm
Mentalizm – kategoria sztuki iluzji reprezentowana przez iluzjonistów mentalistów, z wykorzystaniem sugestii i hipnozy oraz mnemoniki. Wiedza dotycząca wykorzystania iluzji kognitywnych, psychologii, pozwala osiągnąć pozornie niesamowite efekty sprowadzające się głównie do oszukania widza dzięki jego nieświadomości ograniczeń percepcji i błędów poznawczych.